# West-Afrikaanse bonte tok
De West-Afrikaanse bonte tok (Lophoceros semifasciatus) is een neushoornvogel die voorkomt in Afrika. De vogel werd in 1855 geldig beschreven door de Duitse dierkundige Gustav Hartlaub. De soort werd ook als ondersoort beschouwd van de Congolese bonte tok  (L. fasciatus) omdat de beide soorten hybridiseren in Nigeria.

## Herkenning
De vogel is gemiddeld 45 cm lang. Het is een vrij kleine neushoornvogel die van boven glanzend zwart is en met een witte buik. Het mannetje heeft rond het oog en bij de keel een donkerblauw gekleurd stuk naakte huid. Bij het vrouwtje is de naakte huid bij de keel oranje gekleurd. Het mannetje heeft buitenste staartpennen waarvan het uiteinde wit is. De snavel is bleekgeel met zwarte lijnen langs de snavelrand en een zwarte punt en iets rood op de bovensnavel. De snavel van het vrouwtje is iets kleiner en heeft een donkere punt.

## Voortplanting
Bonte tokken zijn holenbroeders. Het nest, dat bestaat uit allerhande plantaardig materiaal, wordt gemaakt in een holte in een boom. De ingang van het nest wordt vrijwel helemaal dichtgemetseld, zodat er alleen een smalle spleet overblijft. Het vrouwtje blijft op het nest, terwijl het mannetje haar voedsel brengt.

## Verspreidingsgebied, leefgebied en leefwijze
De West-Afirkaanse bonte tok komt voor in Senegal en Gambia tot in het zuiden van Nigeria. Het is oorspronkelijk een vogel van het regenwoud maar past zich goed aan in secundair bos, riviergeleidend bos, aangeplant bos en steeds vaker ook oliepalmplantages en bosrijk agrarisch landschap in laagland en tot 900 m boven de zeespiegel.
Hij voedt zich met zowel fruit en vruchten als met insecten en kleine gewervelde dieren zoals boomkikkers, hagedissen, vleermuizen en nestjongen van vogels.

## Status
De grootte van de populatie is niet gekwantificeerd. Over trends in het aantalsverloop is niets bekend. De soort is algemeen en plaatselijk zelfs zeer algemeen. Om deze redenen staat de soort als niet bedreigd op de Rode Lijst van de IUCN.